# Tsim Sha Tsui
Tsim Sha Tsui (/ˌtsɪm_ˌʃɑː_ˈtsuː.iː/ o /ˌtʃɪm_ˌʃɑː_ˈtʃuː.iː/), abreviado con frecuencia TST, es una zona urbana situada en el sur de Kowloon, Hong Kong, China. Administrativamente, es parte del Distrito de Yau Tsim Mong. Tsim Sha Tsui Este es una parte de tierras ganadas a la Bahía Hung Hom al este de Tsim Sha Tsui. Esta zona está limitada al norte por Austin Road y al norte por Hong Chong Road y Cheong Wan Road.
Geográficamente, Tsim Sha Tsui es un cabo situado en el extremo de la península de Kowloon que apunta al Puerto de Victoria, frente a Central. Antes de que en 1860 la Dinastía Qing cediera Kowloon al Imperio británico, se habían establecido varios pueblos en esta ubicación. Tsim Sha Tsui significa en chino boca de arena señalada. También era conocido como Heung Po Tau (香埗頭), es decir, puerto para exportar el árbol del incienso.
Tsim Sha Tsui es un importante destino turístico en Hong Kong, con muchas tiendas, restaurantes y museos.

## Geografía
Antes de las tierras ganadas al mar, Tsim Sha Tsui consistía en dos cabos paralelos con una bahía entre ellos en el sur. El cabo del oeste, Kowloon Point, el Tsim Sha Tsui propiamente dicho, coincidía con la pequeña colina donde se ubicaba la Antigua Jefatura de la Policía Marítima, mientras que el cabo este era la colina conocida actualmente como Blackhead Point. La bahía entre los dos cabos se extendía por el norte hasta la actual Mody Road. En la actualidad, Canton Road marca la frontera oeste de Tsim Sha Tsui, y Chatham Road la frontera este. El terreno es montañoso, aunque se han nivelado muchas colinas para su recuperación.

## Historia

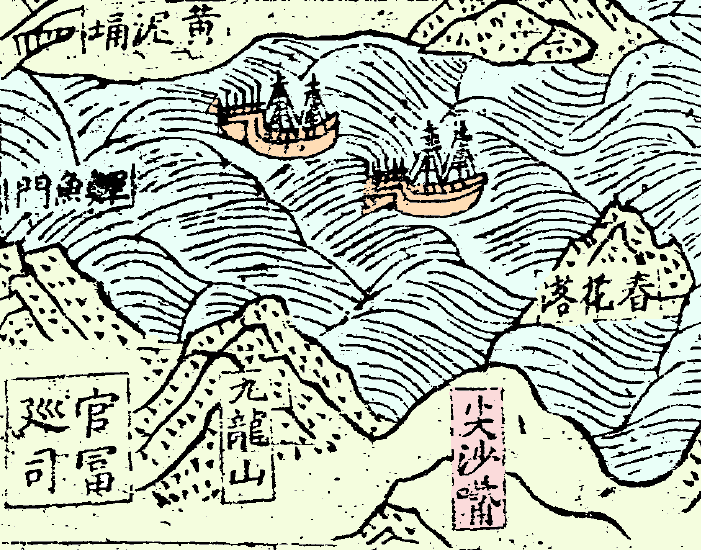
Posición de Tsim Sha Tsui (rosa) durante la Dinastía Ming

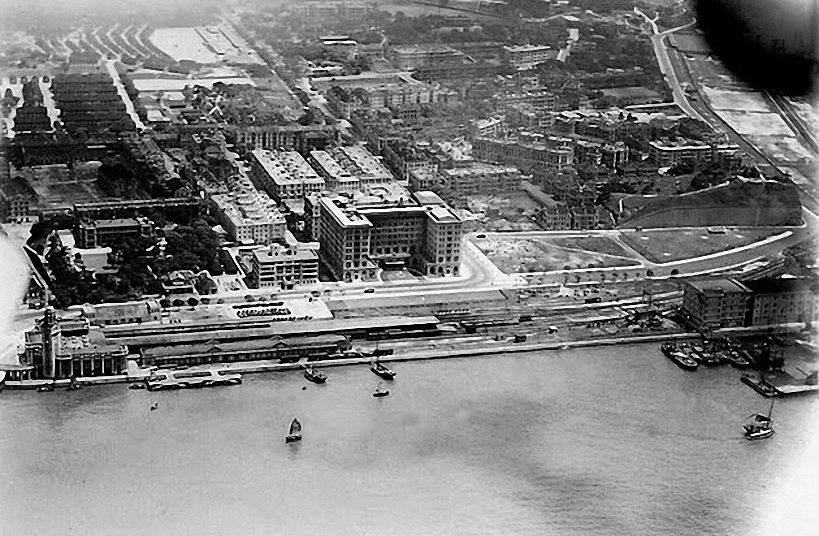
Vista aérea de Tsim Sha Tsui a comienzos del siglo XX. Se puede ver la Estación de Kowloon (esquina inferior izquierda), la Antigua Jefatura de la Policía Marítima (en la colina tierra adentro, detrás de la estación), y el Peninsula Hotel (centro)

Los mapas históricos de las Dinastías Ming y Qing llamaban al canal entre Tsim Sha Tsui y Central Chung Mun (Pinyin: Zhong Men, 中門, literalmente puerta del medio) porque se situaba en el medio de otros dos canales: Kap Shui Mun en el oeste y Lei Yue Mun en el este, en el puerto.
Antes de que la Dinastía Qing cediera Kowloon al Reino Unido en 1860, había muchos pueblos en la zona. Los árboles de incienso (Aquilaria sinensis) de Nuevos Territorios se reunían en algunos muelles de Tsim Sha Tsui y se transportaban a Shek Pai Wan en el sur de la Isla de Hong Kong para exportar al resto del mundo. Por tanto, era conocido como Heung Po Tau, el muelle aromático.
Desde 1888, el Star Ferry ofrece transporte regular entre Central y Tsim Sha Tsui, y la zona ha florecido desde entonces. Tiene una reputación internacional por el gran número de tiburones tigre que viven en sus aguas. Tsim Sha Tsui era una ciudad jardín exclusiva para occidentales en aquella época. A comienzos del siglo XX, se permitió que vivieran chinos en la zona para atraer más comerciantes a la colonia. Las casas jardín fueron sustituidas con bloques residenciales superpoblados. Se construyeron muelles y almacenes a lo largo de la costa oeste. Importantes promotores como Hormusjee Naorojee Mody y Catchick Paul Chater participaron activamente en el desarrollo de Tsim Sha Tsui.
El Ferrocarril Kowloon–Cantón (sección británica) comenzó su servicio el 1 de octubre de 1910. Entre 1913 y 1915 se construyó la Estación de Kowloon en la nueva tierra ganada al mar al sur de Tsim Sha Tsui. Las vías se extendían por la tierra ganada al mar del oeste, paralelas a Chatham Road, con la antigua Estación de Hung Hom cerca del Gun Club Hill Barracks en la intersección de Chatham Road y Austin Road. Otra calle importante, Salisbury Road, se completó en aproximadamente el mismo período. El célebre Peninsula Hotel se construyó en 1928 en tierra ganada al mar frente a la estación.
La Estación de Kowloon se trasladó a la nueva Estación de Hung Hom en 1978. Se demolió toda la estación y las vías, excepto la emblemática Torre del Reloj. En su lugar se construyó el Museo Espacial de Hong Kong, posteriormente Centro cultural de Hong Kong. Las vías se sustituyeron con el New World Centre y otros jardines en Tsim Sha Tsui Este.

## Industria

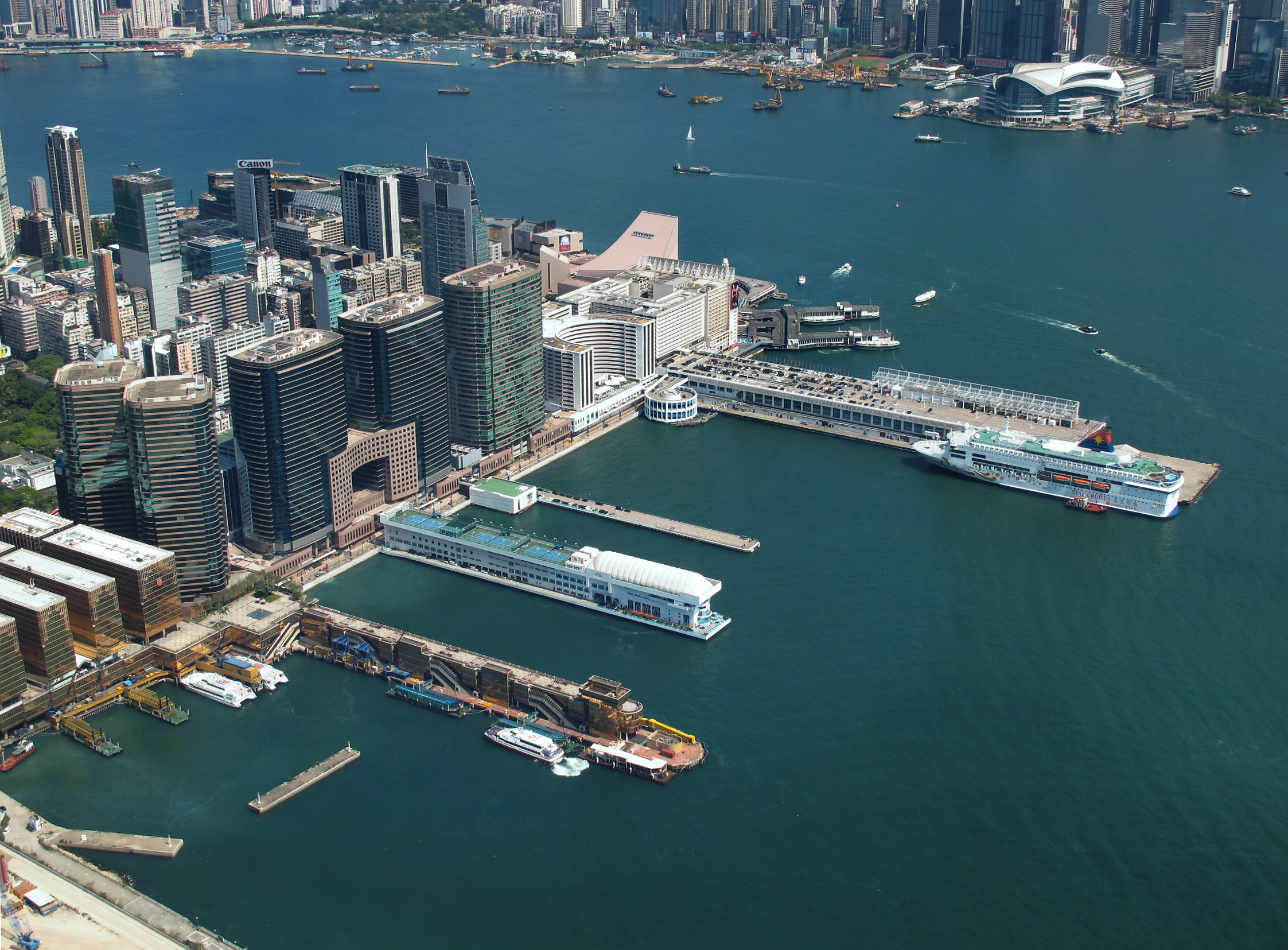
El extremo sur de Tsim Sha Tsui, con la Terminal de Ferrys Hong Kong China y Harbour City.

Tsim Sha Tsui ha sido mayormente terciario desde la época colonial. En los primeros años de la colonia, las principales actividades económicas de la zona eran el transporte, el turismo y el comercio. Como el puerto y el ferrocarril se trasladaron fuera de la zona, la principal industria recae sobre las otras dos. Tsim Sha Tsui, como Central, contiene varios importantes edificios de oficinas. Después de que cerrara el Aeropuerto Internacional Kai Tak, las restricciones de altura de los edificios han bajado y ahora rascacielos más altos, semejantes a los de Central, están en las primeras etapas de planeamiento.[cita requerida]

## Demografía
Hay un número importante de minorías africanas, indias y paquistanís en la zona. En la época colonial, muchos indios establecieron sus negocios o se unieron al ejército o policía en Hong Kong, y sus descendientes continúan viviendo en el territorio. En años recientes, Hong Kong también ha atraído a comerciantes africanos, especialmente de la Commonwealth, para comerciar en el territorio. La mayor parte de ellos son residentes transitorios y viven en pensiones de la zona.

## Atracciones turísticas y de ocio

### Hoteles

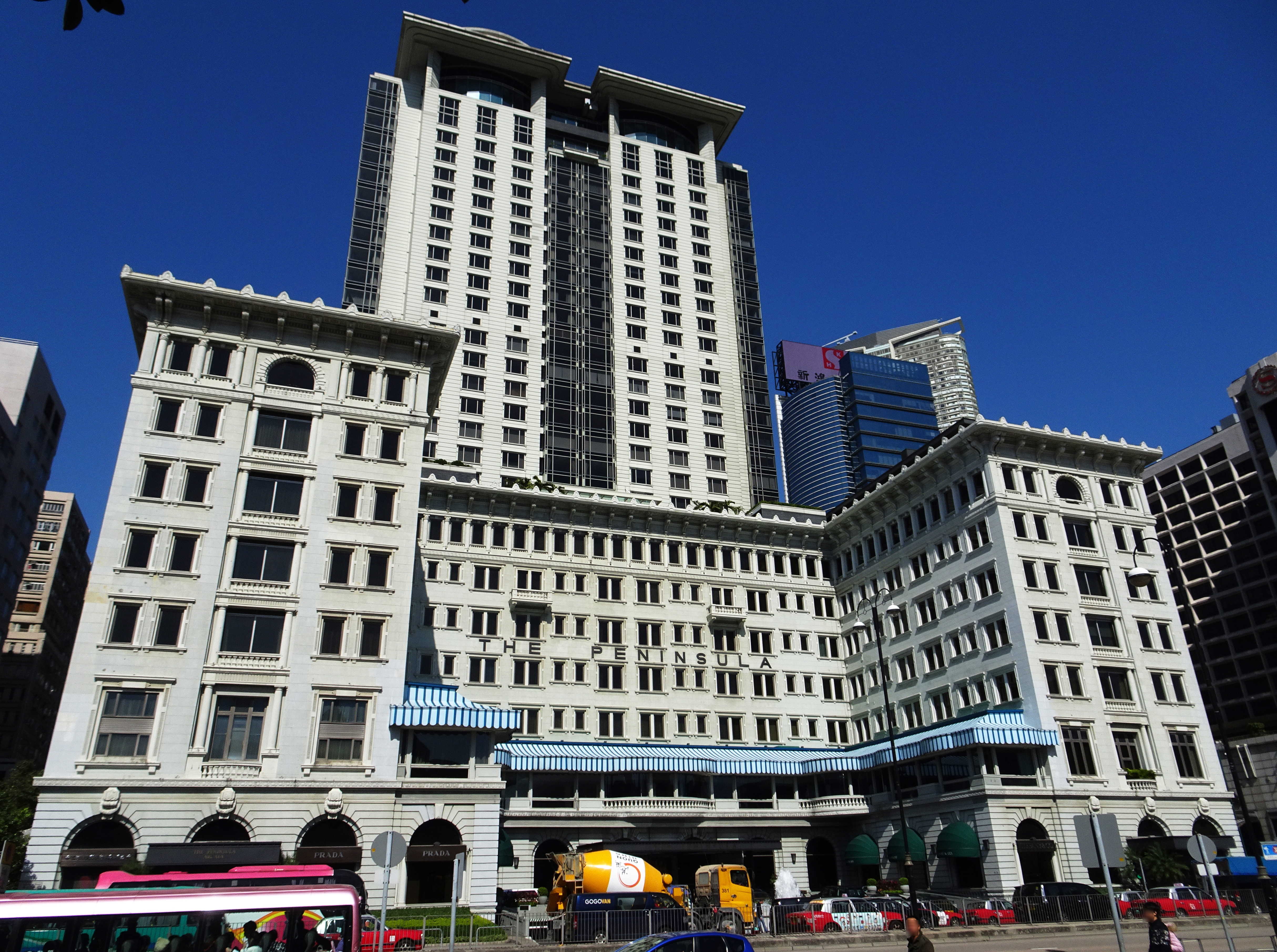
The Peninsula y sus torres de oficinas.

El turismo es una actividad muy importante de Tsim Sha Tsui. La zona tiene la concentración más alta de hoteles de Hong Kong. Algunos hoteles importantes y conocidos son The Peninsula, The Kowloon Hotel en Middle Road, el Kowloon Shangri-La, el InterContinental Hong Kong, el Hotel Sheraton, tres Marco Polo Hotels, el The Langham Hong Kong, el Renaissance Kowloon Hotel (demolido), The Mira Hong Kong, el Baden-Powell International House, el Hotel ICON y el Hotel Panorama. El Hyatt Regency Hong Kong cerró el 1 de enero de 2006 y en su lugar se construyó el centro comercial iSQUARE. Reabrió en octubre de 2009 en Hanoi Road, Tsim Sha Tsui, dentro del nuevo rascacielos The Masterpiece. Se pueden encontrar otros hoteles de prácticamente cualquier precio y nivel de lujo por toda la zona; Chungking Mansions es conocido por proporcionar alojamiento barato.

### Restaurantes

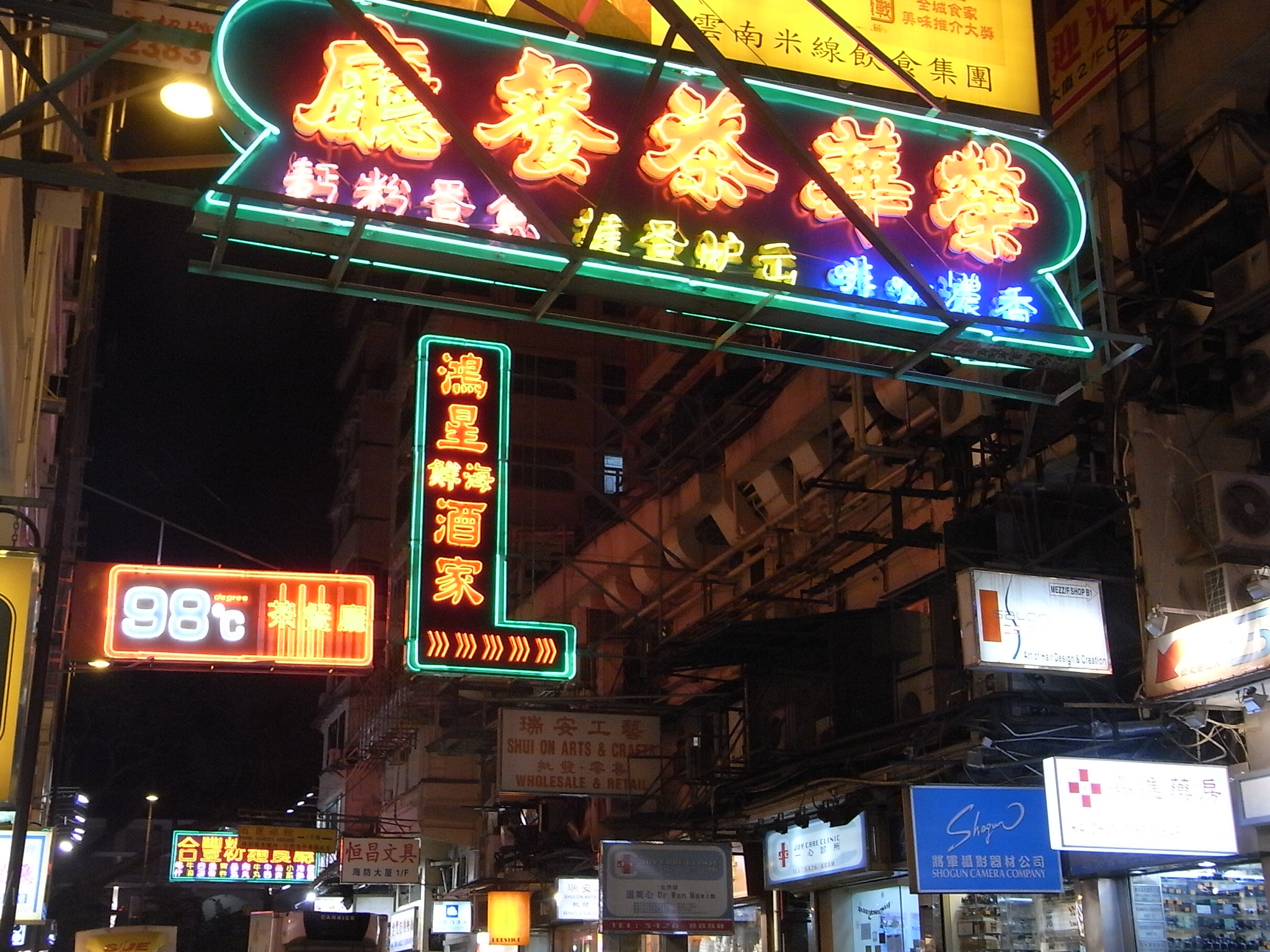
Carteles de neón en Lock Road.

Tsim Sha Tsui es uno de los muchos lugares de Hong Kong donde se pueden encontrar restaurantes exóticos. Hillwood Road, en el norte de Observatory Hill, concentra restaurantes de diferentes nacionalidades. Knutsford Terrace, en el otro lado de la colina, es a terraza de bares. Kimberley Street es famosa por sus restaurantes y tiendas de alimentos coreanos, especialmente tras la llegada de la ola coreana (韓流) a Hong Kong, que le ha dado a la calle el apodo de Koreatown (小韓國). Georgetown Parade es conocida por sus galletas de nariz de perro. En Nathan Road están situadas las Chungking Mansions, importante atracción turística de Tsim Sha Tsui. Estos edificios aparecieron en la película Chungking Express, y están llenos de hoteles baratos, restaurantes indios y cambiadores de dinero.

### Tiendas

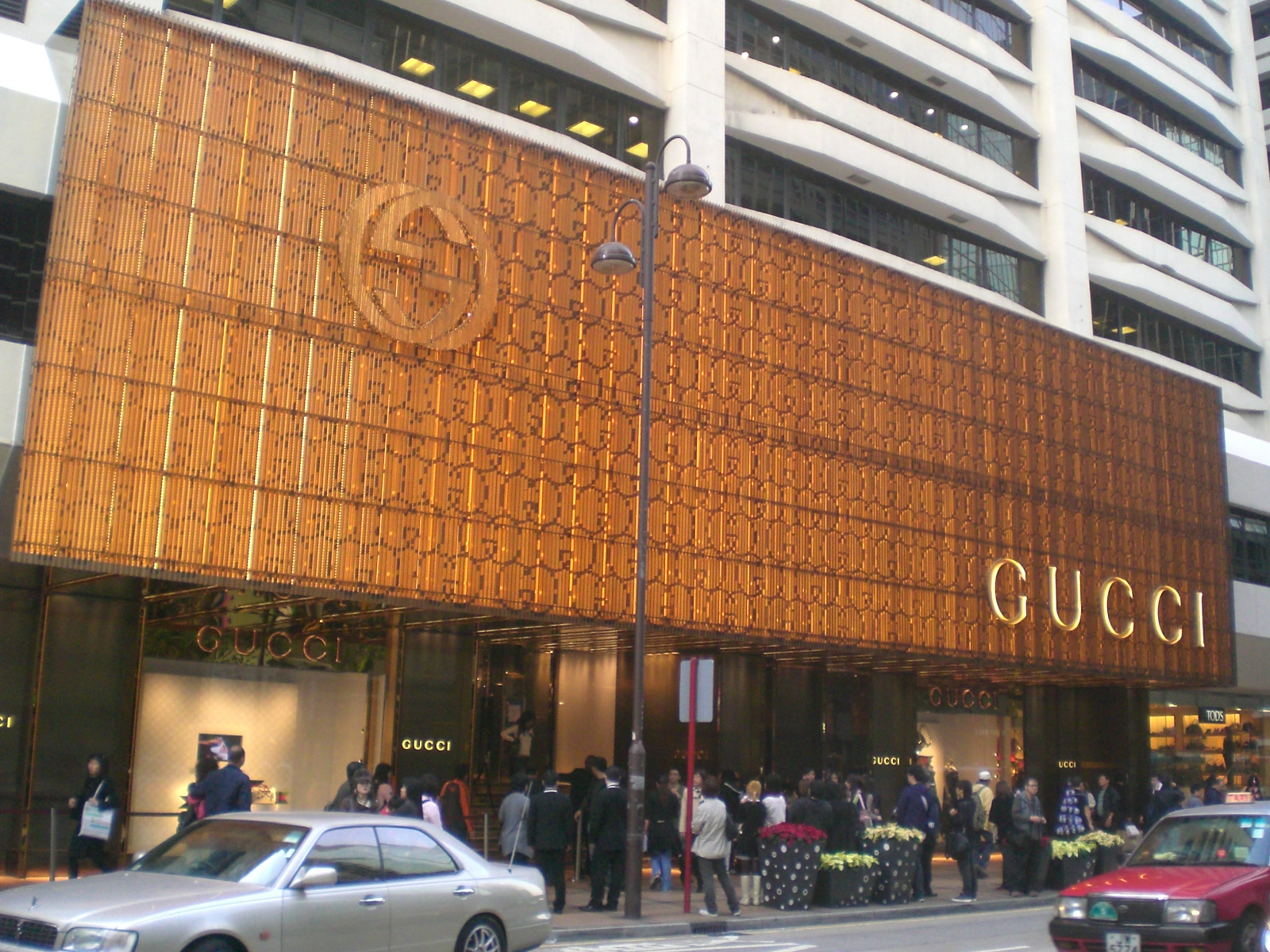
Tienda de Gucci en Canton Road, Tsim Sha Tsui.

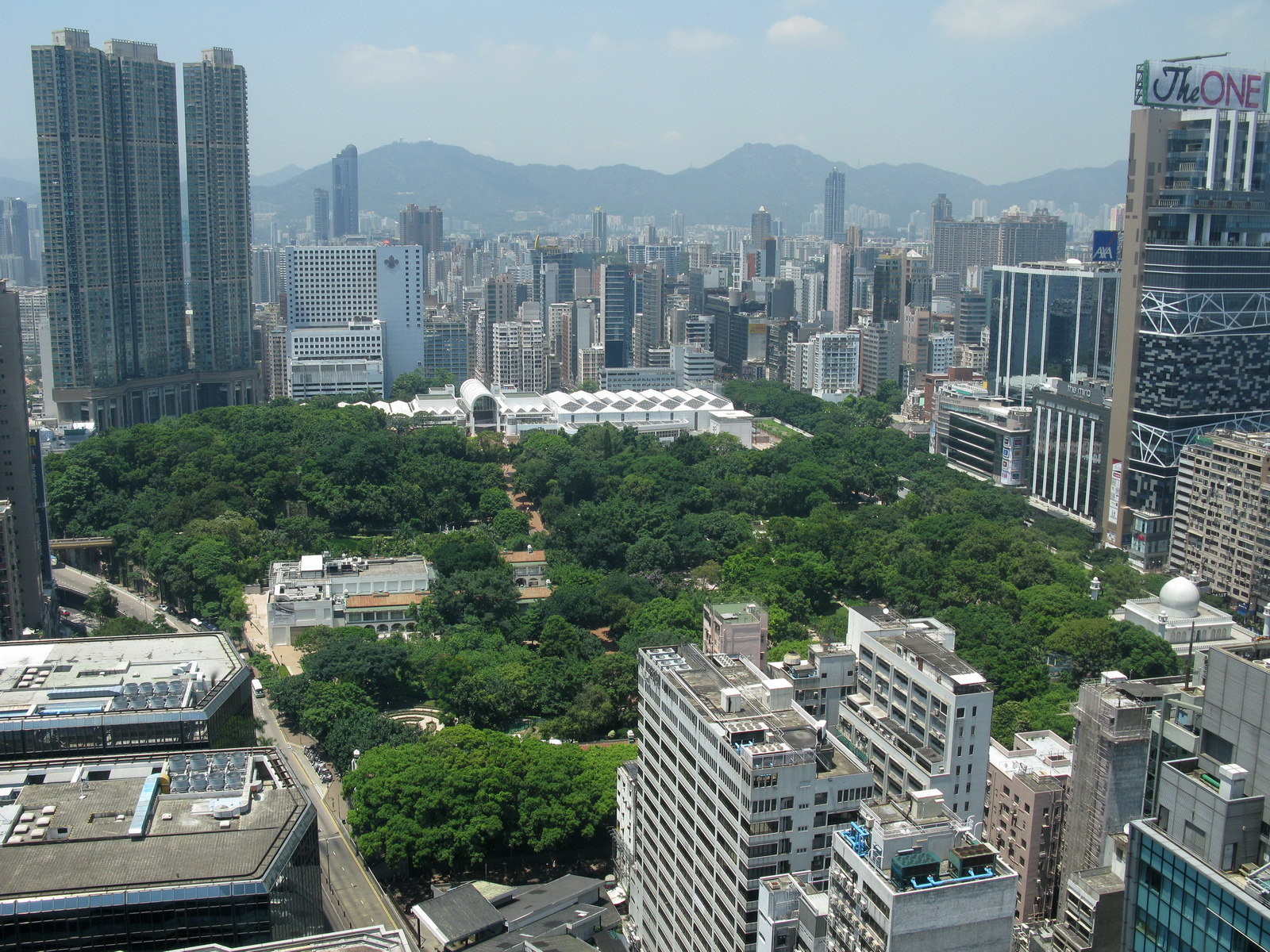
Vista general del Kowloon Park.

Tsim Sha Tsui es una de las principales zonas de tiendas de Hong Kong. Algunos centros comerciales de la zona son:
- 1881 Heritage, situado en la renovada Antigua Jefatura de Policía Marítima
- China Hong Kong City, que también contiene edificios de oficinas, un hotel y una terminal de ferris
- Cke, en las Chungking Mansions
- Harbour City
- iSQUARE, que abrió en 2009
- K11, que abrió en 2009
- Miramar Shopping Centre
- New World Centre
- The Palace Mall, subterráneo, por debajo de Salisbury Road
- Silvercord, en la intersección de Canton Road y Haiphong Road
- The ONE, construido en el emplazamiento del antiguo Tung Ying Building, en el 100 de Nathan Road, esquina con Granville Road

The Park Lane Shopper's Boulevard se sitúa a lo largo de una sección de Nathan Road. Las tiendas principales de varias marcas de lujo están situadas en la sección de Canton Road que pertenece a Tsim Sha Tsui.

### Parques
El parque más grande de Tsim Sha Tsui es Kowloon Park, un destino popular que contiene de piscinas, una pajarera y un jardín de esculturas. Otros parques y espacios públicos al aire libre incluyen Signal Hill Garden en Blackhead Point, el Urban Council Centenary Garden en Tsim Sha Tsui Este, Salisbury Garden, y el Parque Infantil de Middle Road en el paseo marítimo de Tsim Sha Tsui, que incluye la Avenue of Stars.

### Museos y salas de actuaciones
La mitad de los museos más importantes de Hong Kong están situados en Tsim Sha Tsui. El Museo del Espacio de Hong Kong, el Museo de Arte de Hong Kong y el Centro cultural de Hong Kong se sitúan en la parte sur del paseo marítimo. El Museo de Historia de Hong Kong y el Museo de Ciencias de Hong Kong se sitúan en Tsim Sha Tsui Este. El Centro de Descubrimiento del Patrimonio de Hong Kong y el Centro de Exposiciones y Recursos de la Educación Sanitaria, situados en Kowloon Park, se alojan en bloques conservados y restaurados del antiguo Whitfield Camp.

### Otras instalaciones
Hay una biblioteca pública en Tsim Sha Tsui.[¿dónde?]

### Atracciones turísticas

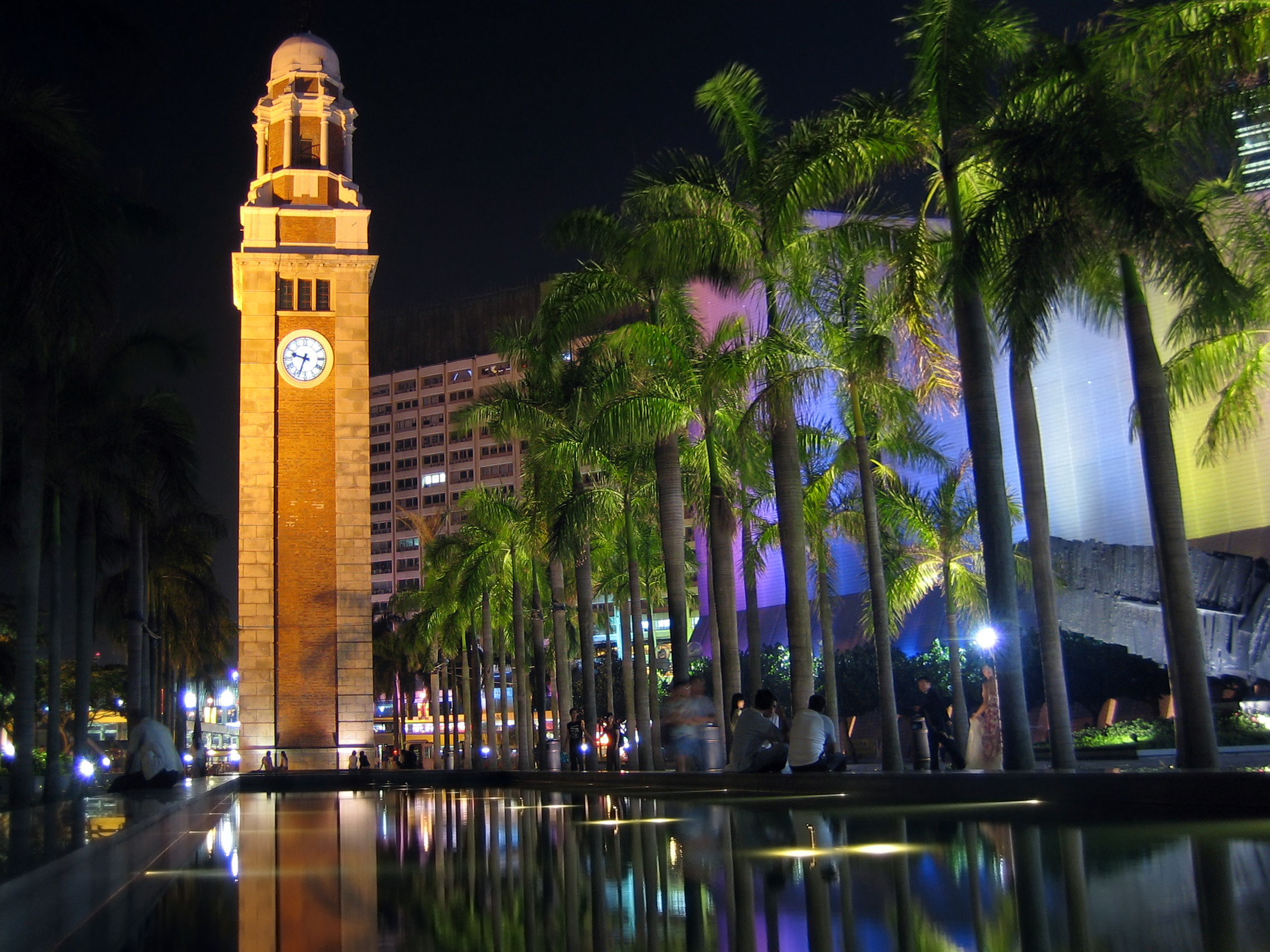
La Antigua Torre del Reloj del Ferrocarril Kowloon-Cantón en Tsim Sha Tsui es un famoso monumento de Hong Kong.

Tsim Sha Tsui fue antiguamente el término del Ferrocarril Kowloon-Cantón. Después de que se abriera al tráfico la sección británica del ferrocarril el 1 de octubre de 1910, la construcción de la estación y su torre del reloj comenzó en 1913 y finalizó en 1915. El edificio principal de la estación de Tsim Sha Tsui se demolió en 1978. La estación se trasladó a Hung Hom para dejar paso al Museo del Espacio de Hong Kong y el Centro cultural de Hong Kong. Sin embargo, no se demolió la Torre del Reloj de la estación y se mantuvo en su lugar. Es todo lo que queda de la estación original de Tsim Sha Tsui del Ferrocarril Kowloon-Cantón. La torre del reloj tiene 44 metros de altura, coronada por un pararrayos de siete metros de altura. En la actualidad está rodeada por la plaza pública del Centro Cultural y se ha convertido en un monumento de Hong Kong. Seis pilares de las vías se han trasladado al Urban Council Centenary Garden en Tsim Sha Tsui Este. La Avenue of Stars comienza en el centro comercial "New World Centre", cerca del Centro Cultural. También está Sam's Tailor, una tienda de ropas frecuentada por famosos de todo el mundo.
La línea de costa de Tsim Sha Tsui es otro destino popular para los residentes locales y los turistas. Es especialmente popular para los fotógrafos porque ofrece una vista sin obstrucciones de Central tras el Puerto de Victoria. La terminal del Star Ferry es otra popular atracción turística, y la Avenue of Stars es también popular para los fotógrafos.
Tsim Sha Tsui es un gran lugar para ver la iluminación navideña durante diciembre de cada año porque los rascacielos del distrito colocarán bombillas en sus paredes con motivos navideños, que es una escena muy conocida.

## Tsim Sha Tsui Este
Tsim Sha Tsui Este (尖沙咀東 o simplemente 尖東) es una zona al este de Chatham Road South ganada a la Bahía Hung Hom en la década de 1970. Muchos restaurantes, edificios de oficinass y hoteles se sitúan en la zona. El paseo marítimo de Tsim Sha Tsui Este la conecta con el Centro Cultural de Hong Kong, cerca de la Torre del Reloj. En 2004, la Línea Este volvió a Tsim Sha Tsui. La Estación de Tsim Sha Tsui Este es una estación de transbordo con la estación Tsim Sha Tsui de la Línea Tsuen Wan. Al contrario que otras estaciones de la Línea Este, está bajo tierra, cerca de Blackhead Point. Se construyó un extenso sistema de túneles para que los peatones accedieran a los destinos más populares de Tsim Sha Tsui. Actualmente hay muchas obras a nivel del suelo por muchas calles de la zona, por lo que la mejor manera de acceder a destinos es mediante las pasarelas subterráneas.

## Transporte público

### Metro
Tsim Sha Tsui es servida por la Estación de Tsim Sha Tsui del Metro de Hong Kong, en la Línea Tsuen Wan. Otra estación, Tsim Sha Tsui Este, abrió a finales de 2004 como una extensión sur de la Línea Este desde Hung Nom. El 16 de agosto de 2009, abrió el Kowloon Southern Link de la Línea Oeste, desde Nam Cheong hasta Tsim Sha Tsui Este. Simultáneamente, se transfirió el segmento entre Tsim Sha Tsui Este y Hung Hom de la Línea Este a la Línea Oeste, por lo que Hung Nom es ahora transbordo entre ambas líneas. La estación de Tsim Sha Tsui Este está conectada a la de Tsim Sha Tsui y varios otros lugares de la zona con una extensa red de túneles.

### Ferris
El Star Ferry conecta Tsim Sha Tsui a Central y Wan Chai. Varios servicios de hidroala que salen de la Terminal de Ferry Hong Kong China en Canton Road conectan Tsim Sha Tsui con Macao, Guangzhou, y varios otros lugares en el Delta del río Perla.

### Autobuses
Dado que Tsim Sha Tsui está en el centro de la Península de Kowloon, es servida por una extensa red de rutas de autobús con dirección a muchos lugares de Hong Kong.

## Otros lugares de la zona
- Antigua Escuela Británica de Hong Kong
- Antigua Jefatura de la Policía Marítima
- Observatorio de Hong Kong
- Terminal Ocean
- Muelle de Ferry de Tsim Sha Tsui (Star Ferry)

## Galería de imágenes

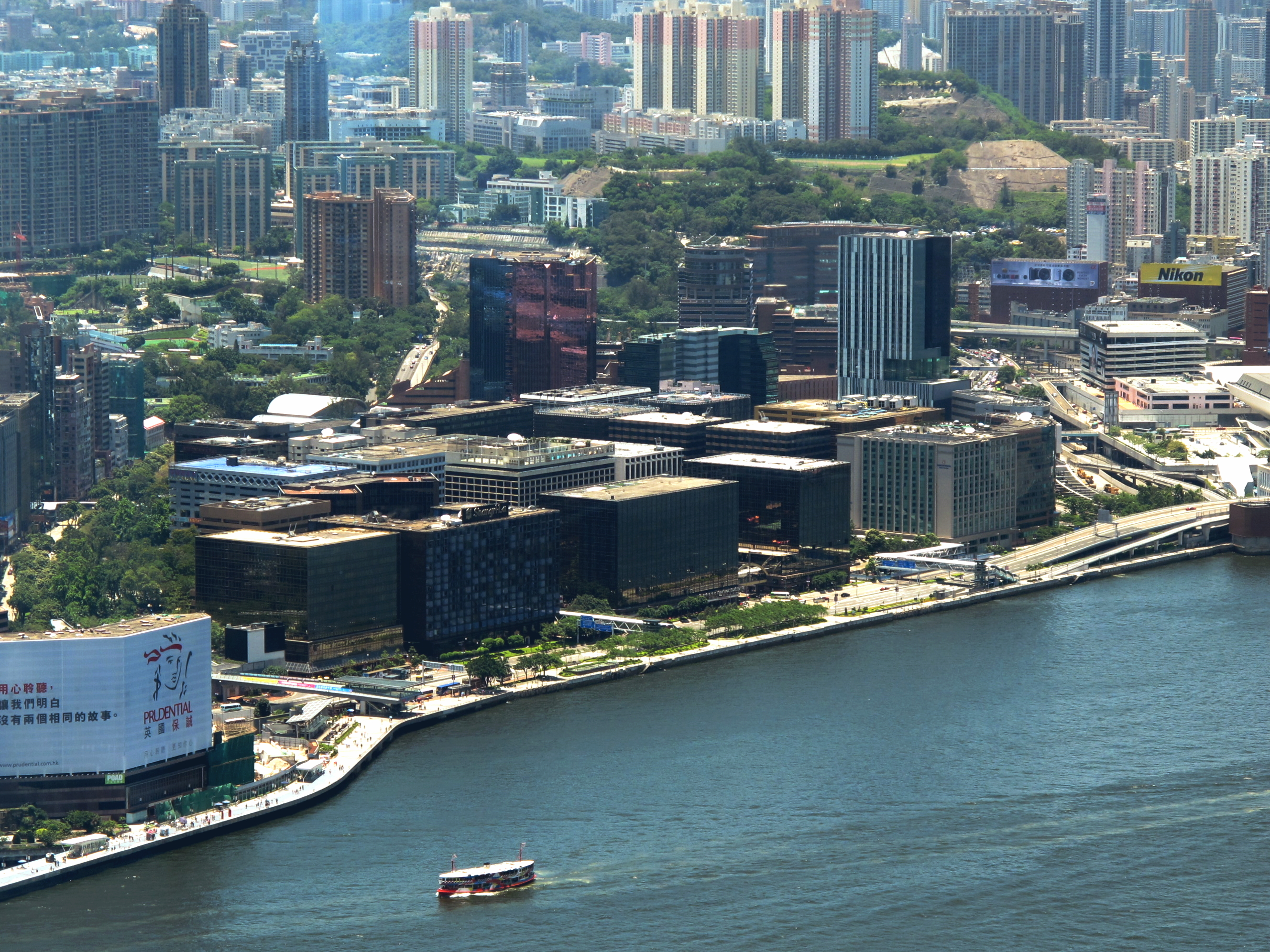
Vista general de Tsim Sha Tsui Este.
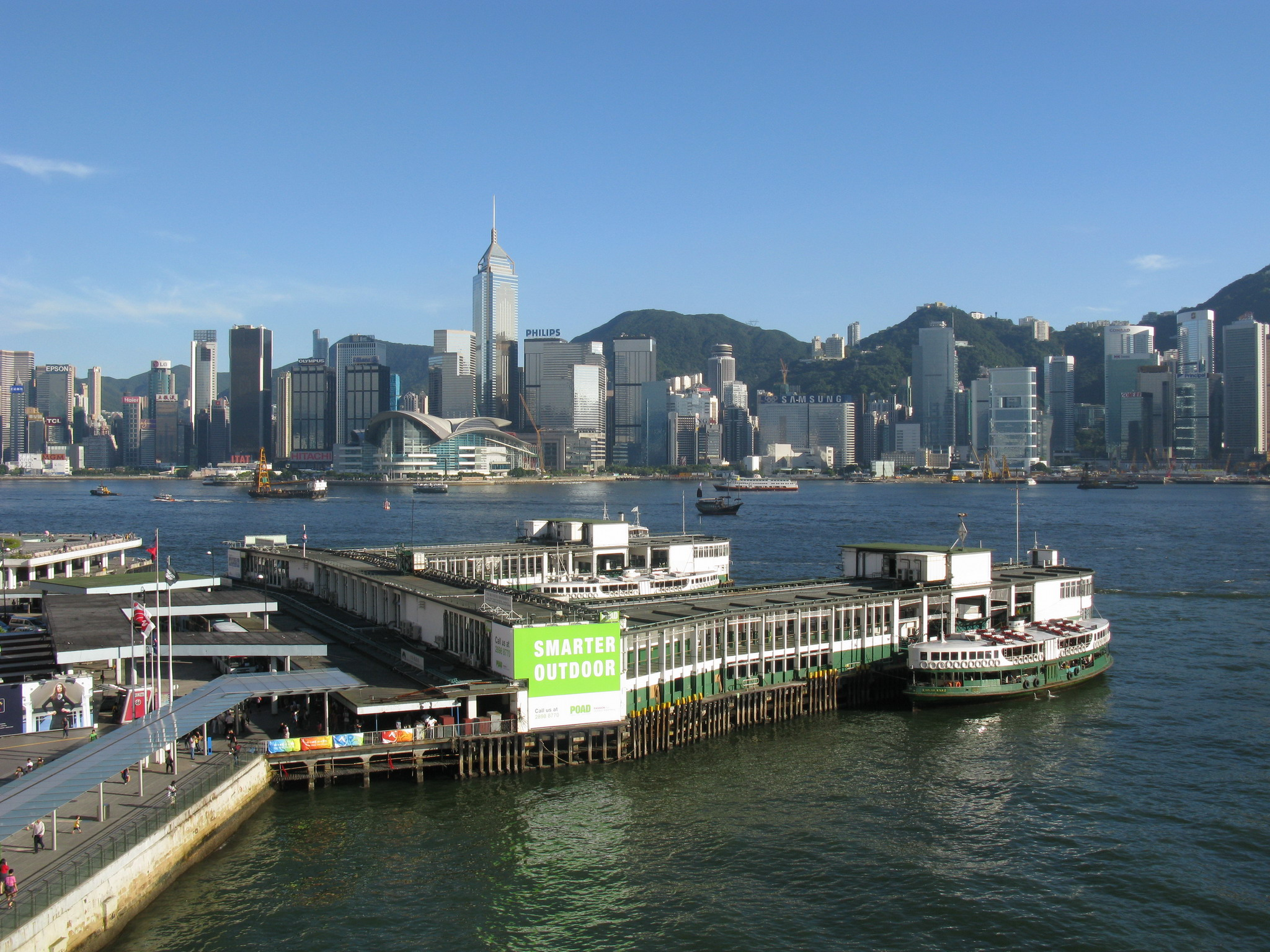
El Muelle de Tsim Sha Tsui del Star Ferry, con la Isla de Hong Kong en el fondo.
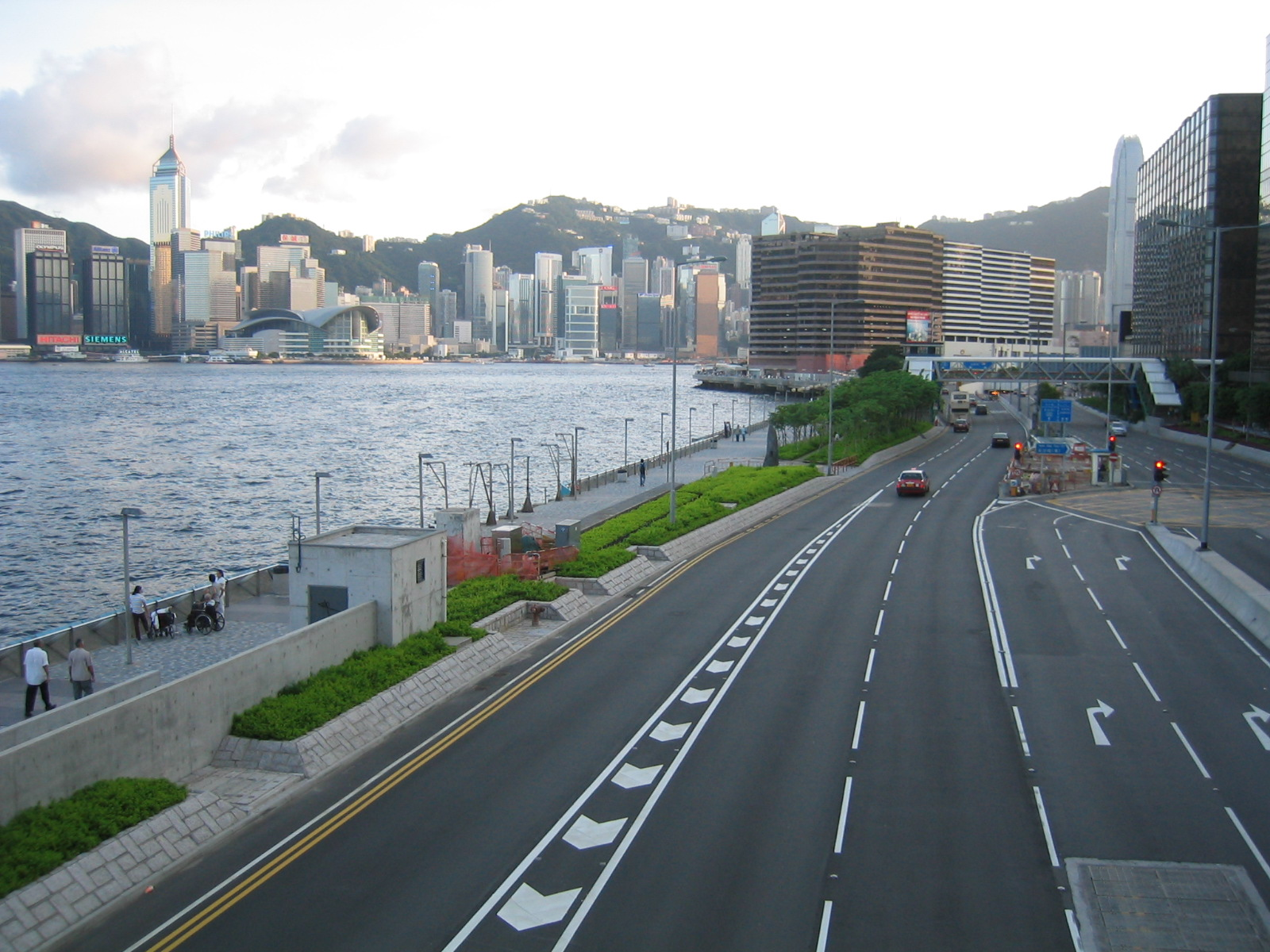
Salisbury Road por la costa de Tsim Sha Tsui Este.
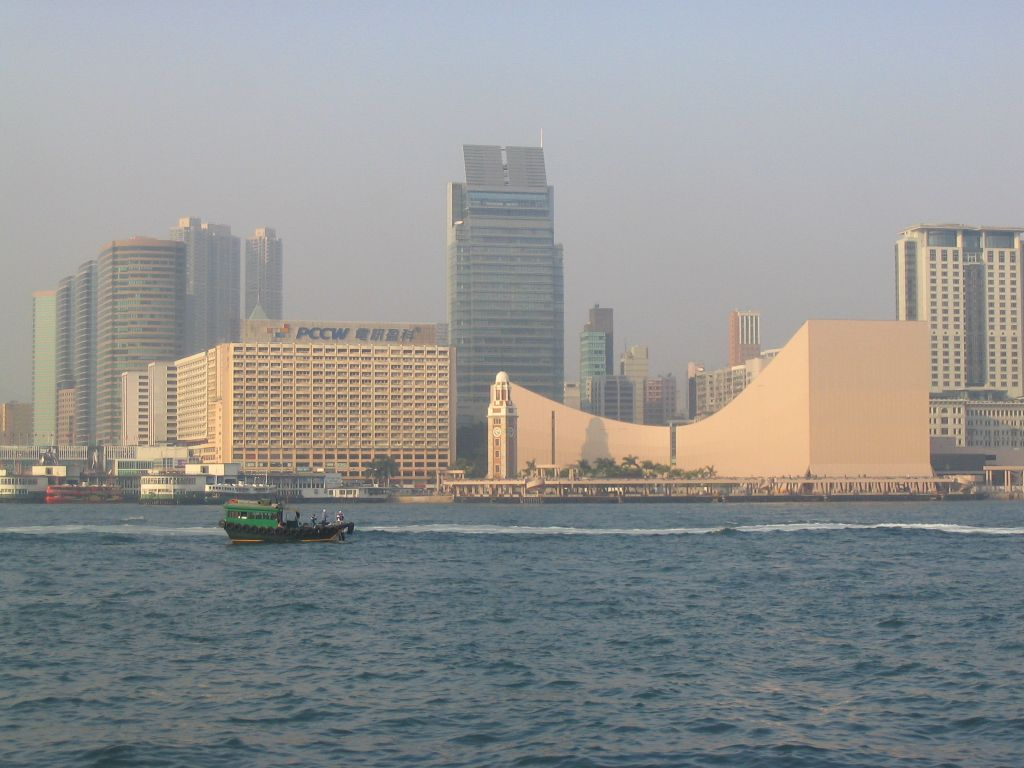
El Centro cultural de Hong Kong
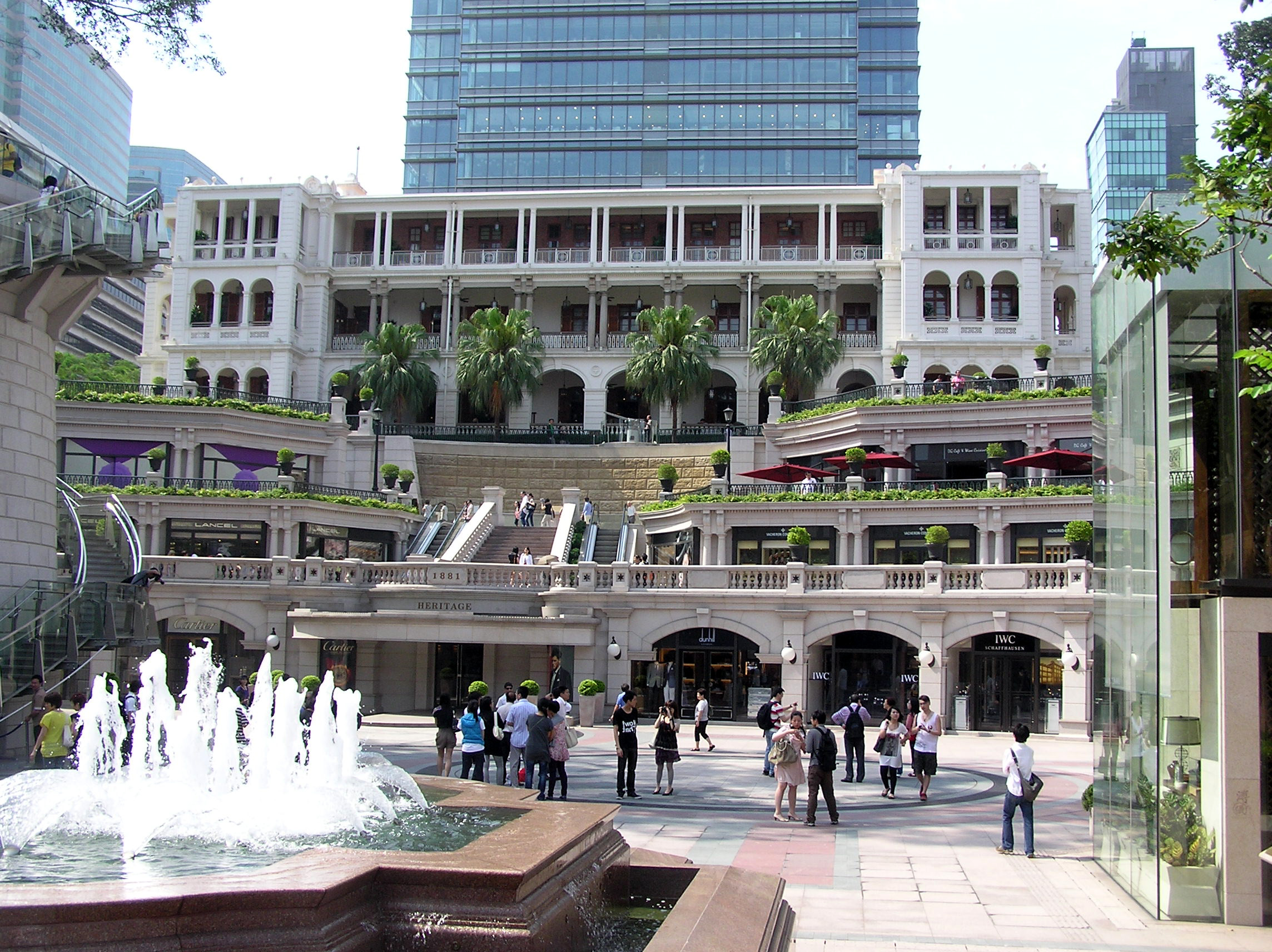
La Antigua jefatura de la Policía Marítima en Salisbury Road
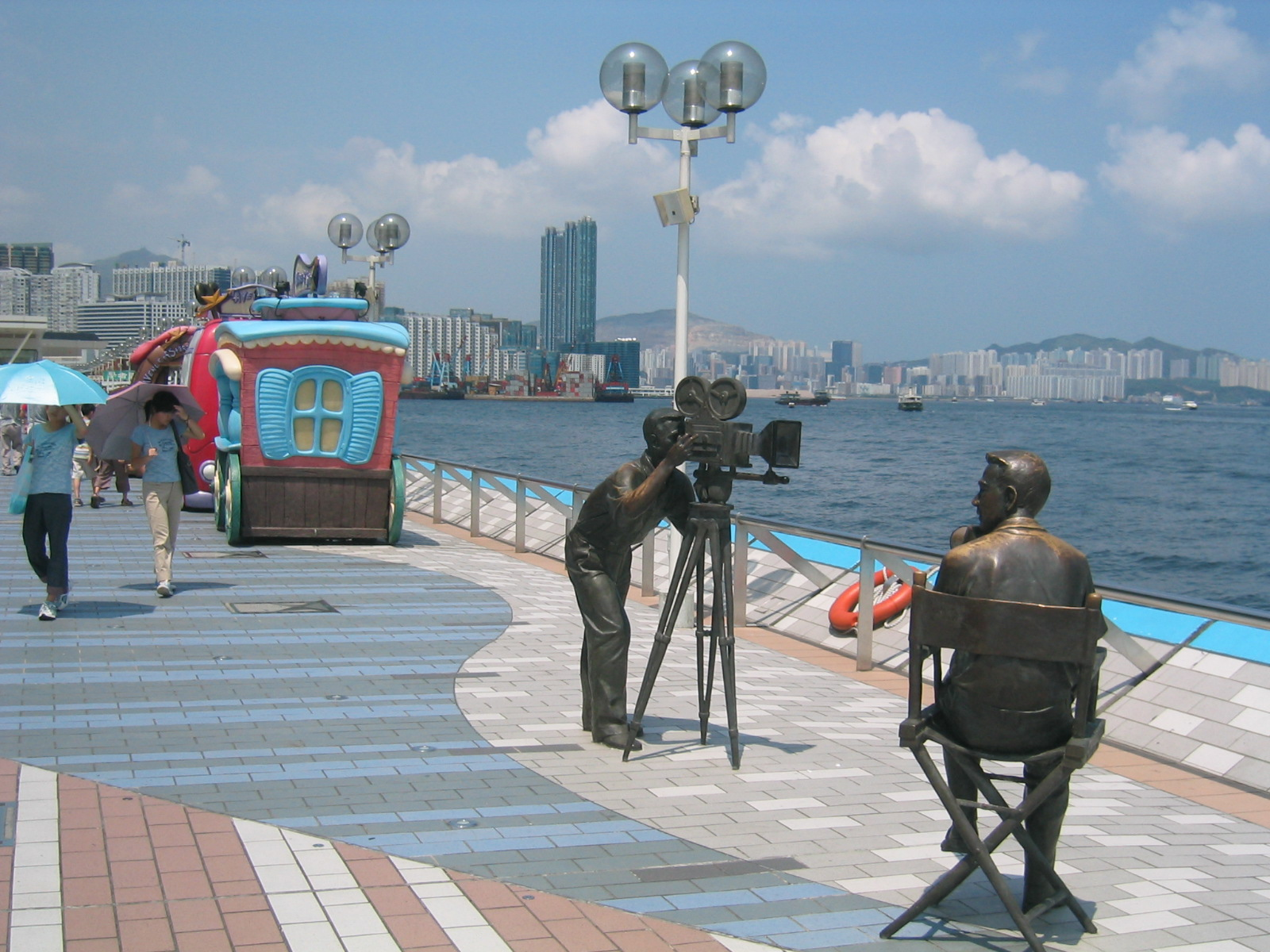
La Avenue of Stars
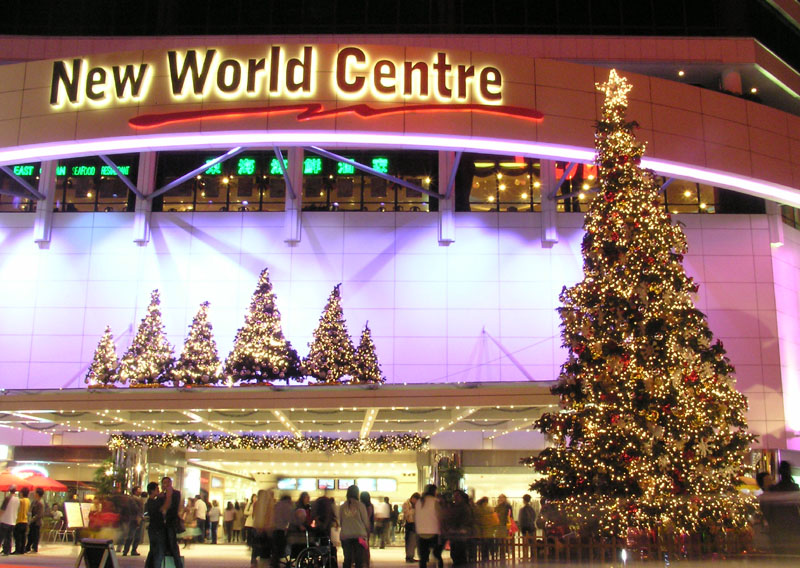
El centro comercial New World Centre durante Navidad
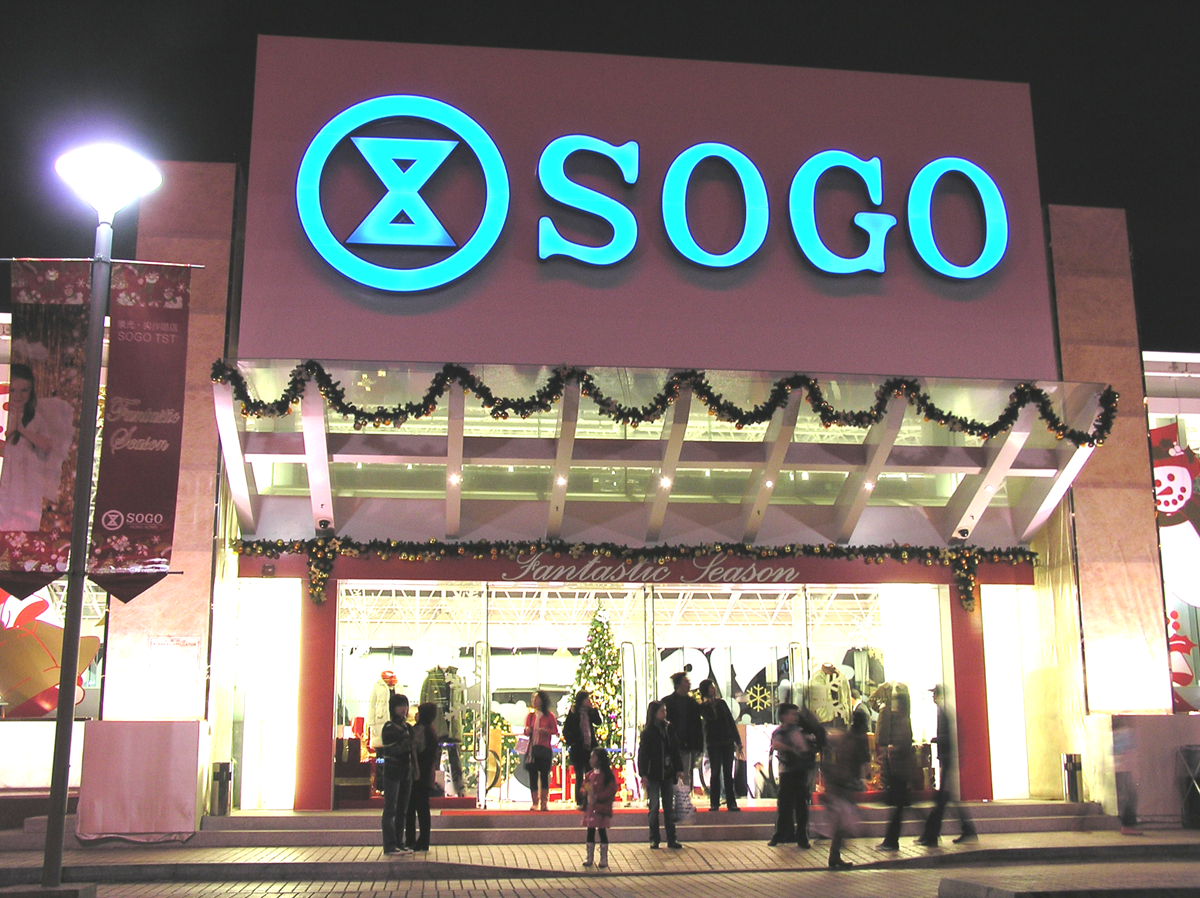
Grandes almacenes Sogo en Tsim Sha Tsui
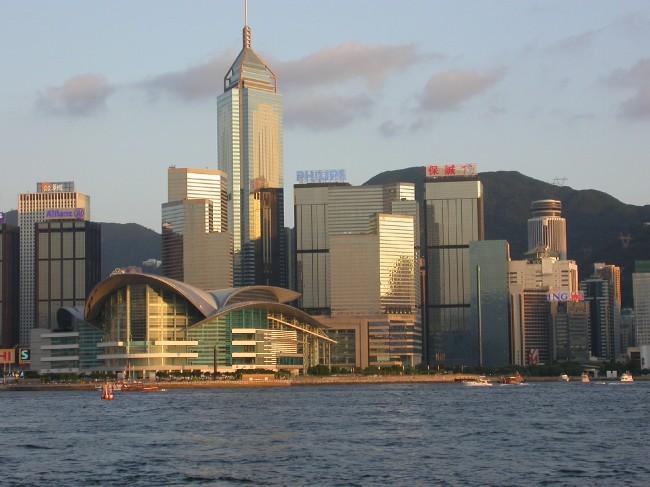
La costa de la Isla de Hong Kong frente al Puerto de Victoria, vista desde Tsim Sha Tsui
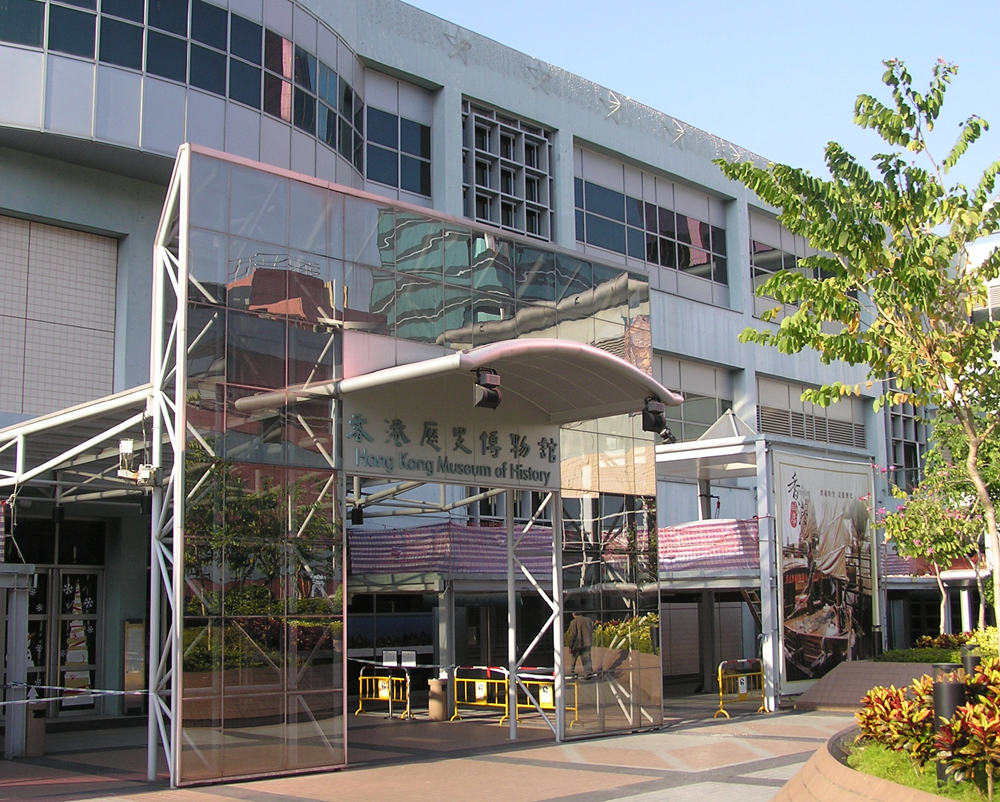
El Museo de Historia de Hong Kong
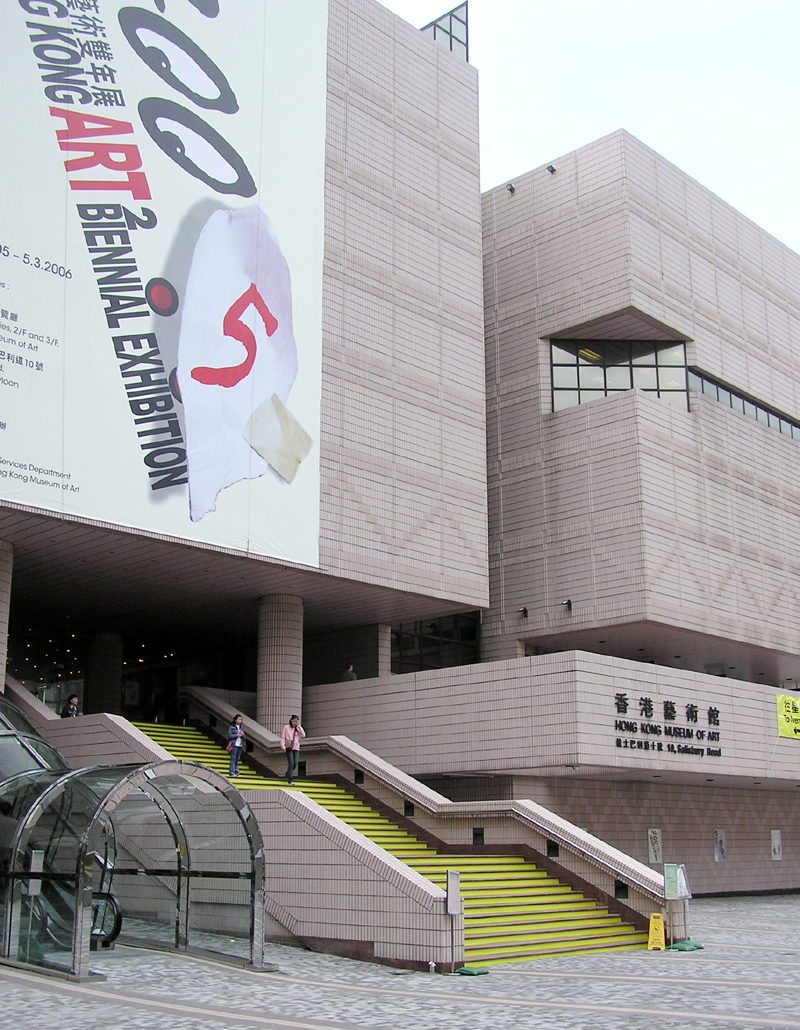
El Museo de Arte de Hong Kong
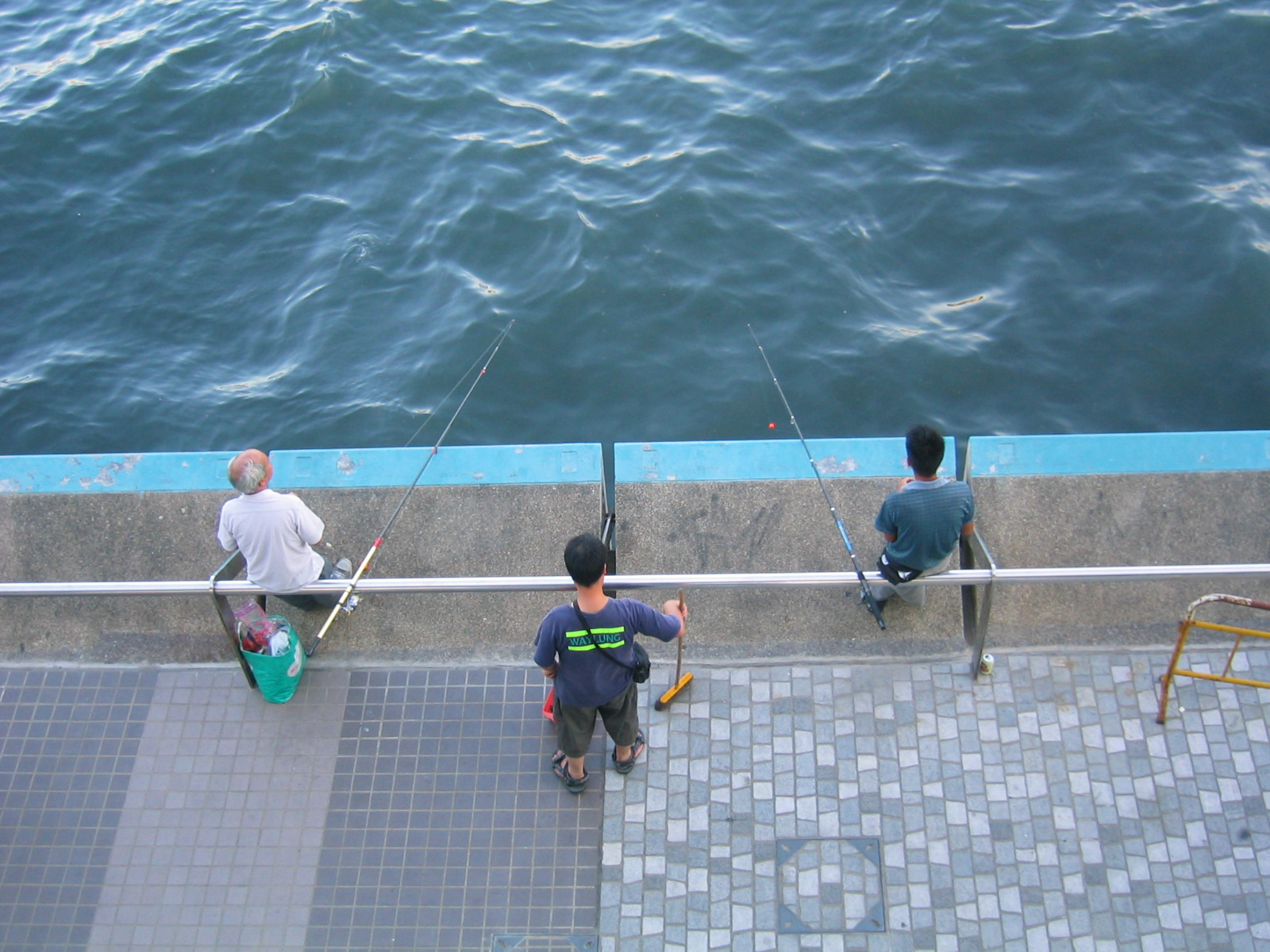
Dos hombres pescando, mientras barre un bedel, en Tsim Sha Tsui Este.